# Sawki
Sawki es un pueblo en el municipio de Międzyrzec Podlaski, dentro del Dsitrito de Biała Podlaska, Voivodato de Lublin, en el este de Polonia. Se encuentra aproximadamente a 6 kilómetros al oeste de Międzyrzec Podlaski, 30 kilómetros al oeste de Biała Podlaska, y a 83 kilómetros al norte de la capital regional Lublin.